# Wadenoijen
Wadenoijen est un village qui fait partie de la commune de Tiel dans la province néerlandaise du Gueldre. En 2007, le village comptait 1 150 habitants.

## Histoire
Si Vadem (gué) correspond bien à l'actuel Wadenoijen, la première mention remonte à l'an 108.
Wadenoijen a été une commune indépendante de 1817 à 1956. En cette année, l'ancienne commune fut partagée entre les communes de Zoelen et de Tiel.

## Transport
De 1882 à 1950, Wadenoijen possédait une halte sur la ligne de chemin de fer reliant Dordrecht à Elst, via Geldermalsen.